# Erskine Valley
Erskine Valley är en dal i Australien. Den ligger i delstaten New South Wales, i den sydöstra delen av landet, omkring 780 kilometer öster om delstatshuvudstaden Sydney. Erskine Valley ligger på ön Lord Howeön.